# Short track na Zimowym Olimpijskim Festiwalu Młodzieży Europy 2013
Short track na Zimowym Olimpijskim Festiwalu Młodzieży Europy 2013 odbył się w Braszowie w Rumunii w dniach 17-22 lutego.

## Klasyfikacja medalowa
| Lp. | Kraj            | Złoto | Srebro | Brąz | Razem |
| 1   | Rosja           | 4     | 3      | 1    | 8     |
| 2   | Francja         | 2     | 1      | 2    | 5     |
| 3   | Rumunia         | 1     | 1      | 0    | 2     |
| 4   | Włochy          | 0     | 1      | 2    | 3     |
| 5   | Wielka Brytania | 0     | 1      | 0    | 1     |
| 6   | Polska          | 0     | 0      | 2    | 2     |

## Medaliści
| Konkurencja | Złoto                     | Srebro                            | Brąz                         |
| Mężczyźni   |                           |                                   |                              |
| 500 metrów  | Denis Ajrapetjan · Rosja  | Emil Imre · Rumunia               | Leonardo Palla · Włochy      |
| 1000 metrów | Emil Imre · Rumunia       | Tristan Navarro · Francja         | Denis Ajrapetjan · Rosja     |
| 1500 metrów | Tristan Navarro · Francja | Danił Zasowow · Rosja             | Yoann Martinez · Francja     |
| Kobiety     |                           |                                   |                              |
| 500 metrów  | Sofia Proswirnowa · Rosja | Kathryn Thomson · Wielka Brytania | Nicole Botter-Gomez · Włochy |
| 1000 metrów | Sofia Proswirnowa · Rosja | Anna Kalinina · Rosja             | Aurélie Monvoisin · Francja  |
| 1500 metrów | Sofia Proswirnowa · Rosja | Anna Kalinina · Rosja             | Oliwia Gawlica · Polska      |

## Sztafeta mieszana
| Złoto                                                                            | Srebro                                                                             | Brąz                                                                                  |
| Francja · Margaux Maurice · Aurélie Monvoisin · Yoann Martinez · Tristan Navarro | Włochy · Nicole Botter-Gomez · Gloria Malfatti · Damiano Giuliani · Leonardo Palla | Polska · Oliwia Gawlica · Magdalena Warakomska · Grzegorz Gawryluk · Krystian Korecki |